# Yami Shin
Yami Shin née le 16 mars 1988 est la première mangaka professionnelle de Suisse romande. Sa bande dessinée la plus connue est Green Mechanic, une série post-apocalyptique qui met en scène une jeune fille et un robot métamorphe.

## Biographie
Née en 1988, elle a grandi à Nyon en Suisse. Son enfance a été bercée par la culture manga du club Dorothée et elle commence à dessiner dans des fanzines, et édite son propre web comics, sans pour autant penser en faire son métier. Son nom de plume date de cette époque et est inspiré par le nom japonais de la série les Descendants des ténèbres (en Japonais, Yami no matsuei). Après avoir enchaîné des petits boulots, notamment dans la commerce de détail, elle participe, une fois licenciée par son employeur et sur l'invitation d'un ami, au concours Tremplin lancé par la maison d'édition Ki-oon, en 2014, en l'honneur du dixième anniversaire de l'entreprise. Yami Shin remporte le prix avec son one-shot Revenge Reborn, et obtient alors son premier contrat de publication.
À la suite de cette première expérience, elle poursuit avec une série post-apocalyptique puis est invitée à participer à des festivals de bandes dessinées ou en lien avec la culture japonaise comme Japan Impact et Japan Expo. En 2019, lors du concours Tremplin de KI-oon, elle fait partie des membres du jury, aux côtés des mangaka japonaises Nicke (qui a collaboré à la Tour au-delà des nuages) et de Chie Inudoh, autrice du manga La Reine d'Egypte,,.

## Œuvres

### SérieGreen mechanic
- Green mechanic, t. 1, Paris, Ki-oon, 2017 (ISBN 979-10-327-0168-3)
- Green mechanic, t. 2, Paris, Ki-oon, 2017 (ISBN 979-10-327-0140-9)
- Green mechanic, t. 3, Paris, Ki-oon, 2018 (ISBN 979-10-327-0264-2)
- Green mechanic, t. 4, Paris, Ki-oon, 2019 (ISBN 979-10-327-0333-5)
- Green mechanic, t. 5, Paris, Ki-oon, 2020 (ISBN 979-10-327-0521-6)
- Green mechanic, t. 6, Paris, Ki-oon, 2021 (ISBN 979-10-327-0643-5)
- Green mechanic, t. 7, Paris, Ki-oon, 2022 (ISBN 979-10-327-1110-1)
- Green mechanic, t. 8, Paris, Ki-oon, 2025 (ISBN 979-1-032-72030-1)

## Prises de position
En créant le personnage de Misha, héroïne de sa série Green Mechanic Yami Shin voulait sortir des personnages féminins existant par ailleurs dans les mangas de type Shōnen ou Seinen qui sont soit des personnages secondaires, accompagnant un héros masculin, soit des personnages « forts (...) mais très durs ». Elle ne voulait pas non plus créer une « Mary-Sue ».

## Réception et promotion de la série
Le one shot Revenge Reborn qui a permis à Yami Shin de gagner le concours Tremplin est à l'origine de son univers autour des robots et des humains. Selon Pauline Riché de l'Université de Toulouse, cette stratégie permet à Ki-Oon de valider le talent d'un auteur, mais aussi de une stratégie de promotion (« puisque les lecteurs ont pu avoir un premier aperçu du style et du récit des
gagnants, il y a déjà une attente qui se crée et un public potentiel prêt à suivre l’auteur ») . La sortie du 1er tome de Green mechanic a lieu juste avant Japan Expo 2017. Le manga se retrouve en rupture de stock sur le stand tenu par l'éditeur lors de cette manifestation.

## Récompenses
- 2015 : Prix Tremplin de Ki-oon
- 2018 : Daruma du meilleur manga (Japan Expo Awards)[10]